# Jan IV van Brosse
Jan IV van Brosse (circa 1505 - Lamballe, 27 januari 1564) was van 1525 tot aan zijn dood graaf van Penthièvre, van 1534 tot 1536 graaf en van 1536 tot 1553 en van 1562 tot 1564 hertog van Étampes en van 1545 tot 1555 hertog van Chevreuse. Hij behoorde tot het huis Brosse. 

## Levensloop
Jan IV was de oudste zoon van René van Brosse, graaf van Penthièvre, en diens eerste echtgenote Johanna van Komen, dochter van Filips van Komen. Na de dood van zijn vader in 1525 werd hij graaf van Penthièvre en in 1534 werd hij na de dood van Jean de La Barre tevens graaf van Étampes.
In 1536 huwde hij met Anne de Pisseleu d'Heilly (1508-1580), die vanaf 1526 de maîtresse was van koning Frans I van Frankrijk. Dat zou ze ook blijven tot aan diens dood in 1547. Het huwelijk bleef kinderloos. Hetzelfde jaar werd hij door Frans I verheven tot hertog van Étampes. 
Hoewel zijn vermogen hierdoor steeg, slaagde hij er niet in om de kosten die zijn positie aan het hof met zich meebrachten te dekken, waardoor Jan steeds meer verarmde. Zijn benoeming tot hertog van Chevreuse in 1545 veranderde daar niets aan. In 1543 werd hij eveneens benoemd tot gouverneur van Bretagne.
Na de dood van Frans I in 1547 en de troonsbestijging van diens zoon Hendrik II, leidde het dispuut tussen zijn echtgenote Anne en Diana van Poitiers, de maîtresse van Hendrik II, ertoe dat Jan en Anne het koninklijk hof moesten verlaten. Ze vestigden zich vervolgens in Bretagne. 
In 1553 zorgde Diana van Poitiers ervoor dat Hendrik II het hertogdom Etampes aan haar toewees. Twee jaar later, in 1555, verloor Jan IV ook zijn functie van hertog van Chevreuse, die naar Karel van Lotharingen, bisschop van Verdun, ging. Na de dood van Hendrik II in 1559 en de val van Diana van Poitiers werd Jan in 1562 opnieuw hertog van Étampes.
In januari 1564 stierf Jan IV van Brosse, waarna hij bijgezet werd in het Franciscanenklooster van Guingamp. Omdat hij geen nakomelingen had, werd hij als graaf van Penthièvre opgevolgd door zijn neef Sebastiaan van Luxemburg, de zoon van zijn zus Charlotte, terwijl Étampes als kroondomein naar de Franse troon ging.